# Zminica
Zminica (cyr. Зминица) – wieś w Czarnogórze, w gminie Žabljak. W 2011 roku liczyła 37 mieszkańców.